# 螠蟶屬
螠蟶屬（学名：Sinonovacula），亦有作缢蛏属，舊屬竹蛏科或紫雲蛤科，今屬刀蟶科。

## 物種
截至2019年11月7日，WoRMS紀錄本屬物種包括下列各項：
- 螠蟶 Sinonovacula constricta (Lamarck, 1881)[4]
- Sinonovacula mollis（荷兰语：Sinonovacula mollis） (G. B. Sowerby II, 1874)

物種異名：
- Sinonovacula lamarcki（荷兰语：Sinonovacula lamarcki） M. Huber, 2010現時被認為是螠蟶 Sinonovacula constricta (Lamarck, 1818)的異名；
- Sinonovacula rivularis（荷兰语：Sinonovacula rivularis） Huang & Zhang, 2007[5][6]現時被認為是Sinonovacula mollis (G. B. Sowerby II, 1874)

## 棲息地
多见于河口或有少量淡水注入的内湾的潮间带中下区的软泥滩上。

## 外部連結
- 維基物種上的相關：螠蟶屬